# 岩村城
岩村城（いわむらじょう）は、岐阜県恵那市岩村町にあった中世の日本の城（山城）。鎌倉幕府御家人の遠山氏宗家の岩村遠山氏が鎌倉時代初期に築いたとされ、別名「霧ヶ城」とも呼ばれた。戦国時代末期には織田氏と武田氏の争奪戦に巻き込まれた。江戸時代には岩村藩の城となった。
奈良県の高取城、岡山県の備中松山城と並び、日本三大山城の一つとされる。
また中津川市の苗木城、可児市の兼山城と並び岐阜の三山城とも称される。岐阜県指定史跡。

## 概要
岩村城は恵那市の南部に位置し、明知鉄道明知線岩村駅の南東に位置する城山山上にある。本丸が諸藩の居城中最も高い海抜717mに位置していた。このため、日本三大山城の一つに数えられている。「女城主おつやの方」の悲哀の物語が残る。

## 歴史・沿革

### 戦国時代以前
鎌倉幕府の御家人加藤景廉の長男遠山景朝が築き、その子孫の岩村遠山氏が戦国時代に至るまで城主であった。
景朝が遠山荘に赴任した鎌倉時代初期頃には平坦部に築かれた砦あるいは城館的なものであり、織田氏・徳川氏・武田氏の抗争が激しくなった戦国時代末期の16世紀中に遠山氏・武田氏の手で本格的な城山が構築されていったとみられる。
『太平記』の1337年（南朝：延元2年、北朝：建武4年）越前金ヶ崎城の戦いにおいて「美濃霧城遠山三郎」なる名が出る事から、鎌倉時代の終わりには諸国に認知される遠山氏の城が存在していたことがうかがわれる（ただし巖邑府誌では霧城とは当時の遠山氏諸城の通称で、太平記の霧城が現在の岩村城の場所にあったかは分からないとしている）。

### 戦国時代・安土桃山時代

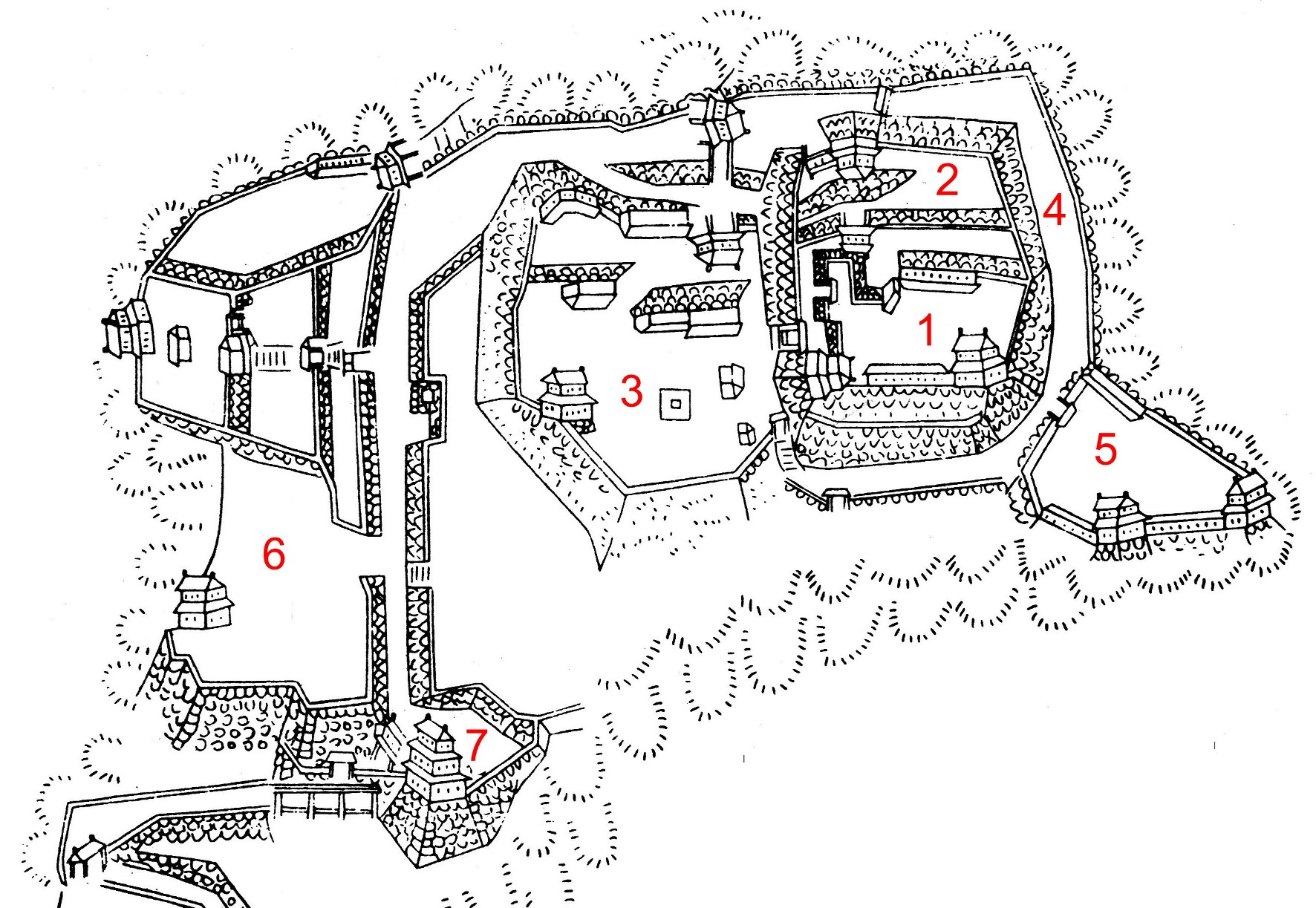
岩村城の縄張り図

- 1570年（元亀元年） 甲斐国の武田氏の家臣で、信濃伊那郡の大島城を拠点に伊那郡代であった秋山虎繁（信友）が東濃に侵攻、上村での戦いに勝利し西進してきたが、織田方の武将明智光廉(三宅長閑斎)が小田子村でこれを撃退した（上村合戦）[3]。
- 1572年(元亀3年）8月14日[4]（1571年（元亀2年） 12月3日[3]とも)、遠山氏最後の城主は遠山景任であったが、景任が病没すると信長は5男で幼少の（御坊丸）を岩村遠山氏の養子とした[3]。後見は信長の叔母にあたる女性（通称はおつやの方など）で幼少の養子に代わって女城主として差配を振るった。
- 1572年（元亀3年）10月、信玄は大軍を率いて遠江の徳川家康を攻撃するために出陣し、同時に再び虎繁に岩村城の攻略を命じた。岩村城は武田方に包囲されたが信長は諸戦で助けに来ることができず、おつやの方は秋山虎繁と婚姻するという条件で降伏。
- 1573年（元亀4年）2月末に虎繁はおつやの方を妻に迎えた。信長は物見のように1万人の兵を連れて岩村城周辺に布陣した。3月15日に馬場信春が雑兵と共に800人で織田勢を攻め、岡部正綱50騎、越中衆30騎、飛騨衆30騎、110騎の中から若者34～35人が織田勢を追いかけて、草に臥せて引き下がる雑兵27人の首を取った。織田勢は岐阜へ退却した。その後、岩村城は落城して岩村遠山氏は降参し、信長直参の35騎が首を取られた。（岩村城の戦い）[5]。
- 1575年（天正3年） 同年5月21日の長篠の戦いの後、武田勢が弱体化した期に乗じ信長は岩村城奪還を行った。信長は嫡男・信忠を総大将に攻城戦を行い5ヶ月にわたる戦闘の後、武田勝頼の後詰が間に合わず城は陥落した。開城の際、虎繁の助命が約されていたが織田方はこれを翻し、虎繁夫妻ら5名が長良川河川敷で逆さ磔となり処刑された[6]。織田方の城となった後、河尻秀隆が城主となり城の改造を行い現在の城郭に近いものとなった。
- 1582年（天正10年）織田氏による甲州征伐が行われたが、武田氏が天目山の戦いで滅亡するまで 信長は信濃へ足を踏み入れることをせず岩村城に滞在して戦果の報告を受けていた。武田氏が滅亡後は、河尻秀隆が甲斐国に移封となり、団忠正の居城となる[7]が3ヶ月と経たぬ内に本能寺の変で忠正は戦死。岩村城は信濃国から戻った森長可が接収し、長可死後は森忠政が引き継いだ。この時の城代となった森氏家老、各務元正は、この後約17年を費やし近代城郭へ変貌させ、現在の城郭が完成した。
- 1584年（天正12年）、小牧・長久手の戦いにおいて、徳川家康の元に逃れていた明知遠山氏の遠山利景が攻め寄せるも、元正により退けられる。
- 1599年（慶長4年）豊臣秀吉の死後、森忠政が信濃国松代に移封となると田丸直昌が入城。
- 1600年（慶長5年） 関ヶ原の戦いで大阪城番であった直昌は西軍となり、岩村城は田丸主水が城代となっていたが、遠山利景・遠山友政・小里光親らに攻められて田丸主水は城を明け渡した。(東濃の戦い)
- 1601年（慶長6年） 松平家乗が城主となって岩村藩が立藩した。家乗は山上にあった城主居館を城の北西山麓に移し城下町を整備した。

### 江戸時代
- 1645年（正保2年） 大給松平氏の上野国館林城転封に伴い、三河国伊保藩より丹羽氏信が入城。
- 1702年（元禄15年） お家騒動を起こし越後国高柳藩に転封となった。同年に信濃小諸城より松平乗紀が入城した。乗紀は全国で3番目となる藩校・文武所（後の知新館）を設けた。以後、明治維新まで再び大給松平氏の居城となった。
- 1707年（宝永4年）10月4日　宝永地震により城郭が被害を受けた。

### 近現代
- 1873年（明治6年）廃城令により、城は解体され石垣のみとなった。藩主邸は残されたが、1881年（明治14年）に全焼した。跡地には1972年（昭和47年）岩村町歴史資料館（現・岩村歴史資料館）が開館した。
- 2006年（平成18年）には日本100名城の一つに指定された。

## 歴代城主
- 岩村遠山氏
  - 遠山景朝：源頼朝の重臣・加藤景廉の子。
  - 遠山景員：遠山景朝の三男で岩村遠山氏の初代。
  - (数代不詳)
  - 遠山頼景
  - 遠山景友
  - 遠山景前
  - 遠山景任：元亀3年（1572年）12月に城中にて病死。
  - おつやの方：天正3年（1575年）11月、織田家に投降したが刑死。
- 武田氏
  - 秋山信友：天正3年（1575年）11月、織田家に投降したが刑死。
- 織田氏
  - 河尻秀隆：天正10年（1582年）6月、甲斐にて武田遺臣により殺害される。
  - 団忠正：天正10年（1582年）6月、本能寺の変により死去。
- 森氏
  - 森蘭丸：森長可の家老各務元正(各務兵庫）が岩村城代を務めた。
  - 森長可：同上
  - 森忠政：同上
- 田丸氏
  - 田丸直昌：北畠氏庶流。関ヶ原の戦いで西軍に属し改易。一族の田丸中務が岩村城代を務めた。
- 大給松平氏　2万石（譜代）
  - 松平家乗
  - 松平乗寿
- 丹羽氏　2万石（譜代）
  - 丹羽氏信
  - 丹羽氏定
  - 丹羽氏純
  - 丹羽氏明
  - 丹羽氏音
- 大給(分派）松平氏　2万石→3万石（譜代）
  - 松平乗紀
  - 松平乗賢
  - 松平乗薀
  - 松平乗保
  - 松平乗美
  - 松平乗喬
  - 松平乗命

## 1873年（明治6年）時点での構造
- 本丸建物
  - 櫓門・納戸櫓・西多門・東多門・平重門・棚門
- 二の丸建物
  - 二の門・厩・菱櫓・武器蔵・北城米蔵・東城米蔵・二重櫓・不明門・添番所・朱印蔵・上番所・土蔵
- 長局の内建物
  - 埋門・平重門
- 東丸建物
  - 二重櫓・廊下門
- 帯曲輪建物
  - 仕切門・番所・平重門（2箇所）・煙硝蔵
- 出丸建物
  - 平重門・番所・多門（3箇所）・二重櫓（2箇所）
- 八幡曲輪建物
  - 橋櫓・多門（2箇所）・俄坂門・番所（3箇所）・二重櫓（2箇所）・追手櫓門・平重門・橋・土岐門・一の櫓門・多門

- 本丸の外側に二の丸、西外側には出丸、二の丸の外側に三の丸が配されていた。
- 本丸には二重櫓が2基あったが天守はなく、三の丸大手口にあった三重の到着櫓が天守と言えるものであった。
- これらの建物の木造復元計画はない。

## 遺構・木造復元

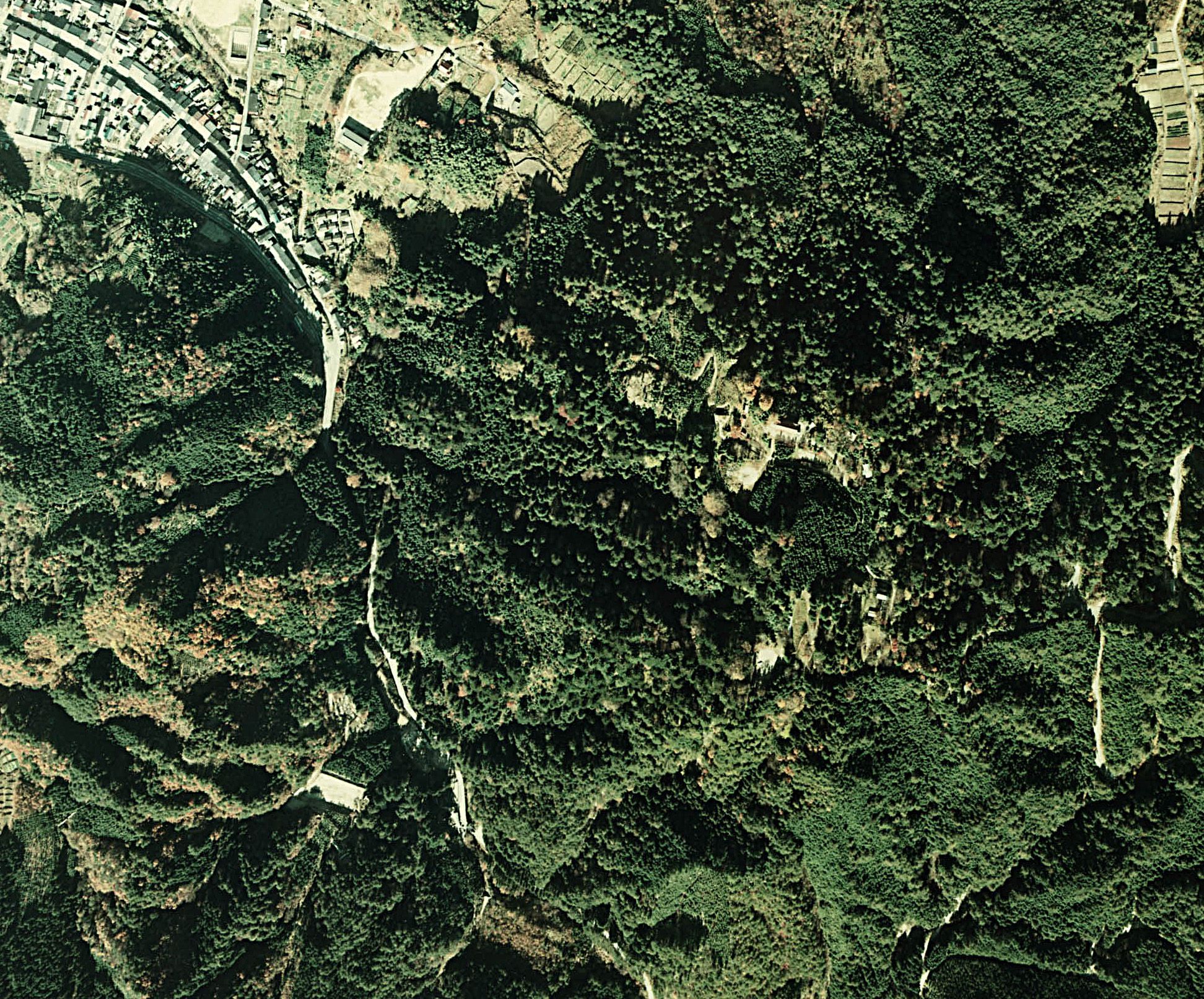
岩村城の航空写真（1976年撮影・国土航空写真）

- 建造物は廃城の際解体されたが、遺構の保存状態は良く曲輪、高石垣、井戸等が良く残る。
- 岩村町の八幡神社（加藤景廉が祭神として祀られている）の本殿は、岩村城の八幡曲輪から移築されたものである。（現在の岩村城の存在を示す最も古い遺物は永正年間の遠山頼景による八幡神社棟札である。）
- 不明門が城下の妙法寺の山門として移築され現存する。
- 岩村城の廊下の部材が、城下の地酒“女城主”蔵元の岩村醸造の廊下にも利用されて残っている（見学可能）。
- 岩村城のどの場所の建造物かは不明であるが、勝川家の土蔵の一部も岩村城の遺構である。
- 岩村町の妙法寺には岩村城の城門であった二の丸赤時門が山門として使用されている。
- 岩村町の隆崇院の境内には岩村城の二の丸にあった弁財天社が移築されている。
- 岩村町の徳祥寺には岩村城の城門であった土岐門が1873年（明治6年）に移築され、山門として所在する。
- 恵那市上矢作町の円頂寺の畳八畳分の天井絵は岩村城より移築された「八方睨みの龍」が使用されている。どこからみても龍が睨んでいるように見えることから、このように呼ばれる。
- 藩校の知新館の正門と釈奠の間（岐阜県指定文化財）が現存し、城の麓の藩主邸跡に移築されている。

### 城跡公園

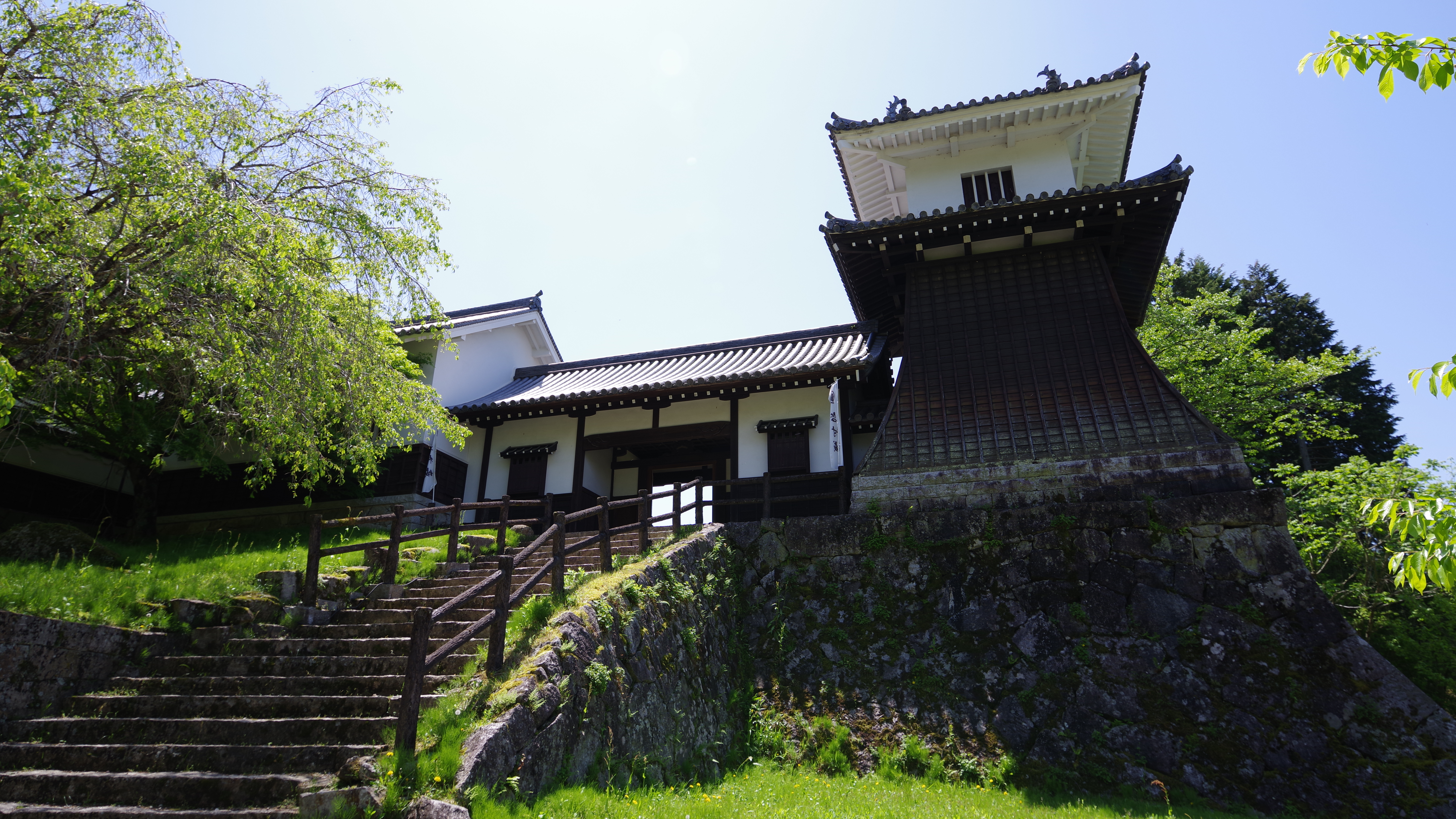
木造復元された表御門と太鼓櫓

- 同じく城の麓の藩主邸跡において、表御門・平重門・太鼓櫓が1990年（平成2年）に木造復元された[8]。
- 下田歌子勉学所や知新館、菖蒲園が建設されている。

## 絵図
享保3年（1718年）12月17日に城主松平乗賢が、石垣修理のため幕府に提出した絵図と平面図が岐阜県指定重要文化財となっており、岩村歴史資料館に展示されている。

## 現地情報

### 所在地
- 岐阜県恵那市岩村町字城山

座標: 北緯35度21分37.2秒 東経137度27分4.7秒 / 北緯35.360333度 東経137.451306度

### 交通アクセス
- 鉄道
  - 明知鉄道岩村駅下車、岩村歴史資料館まで徒歩約20分（本丸まではさらに約20分）
- 自動車
  - 中央自動車道恵那インターチェンジから車で25分
  - 本丸までは、国道257号線より本丸そばの出丸まで行くことができる。